# Quel giorno d'estate
Quel giorno d'estate (Amanda) è un film francese del 2018 diretto da Mikhaël Hers.

## Trama
Dopo un attentato a Parigi, David deve affrontare il lutto per la perdita della sorella Sandrine, unico affetto che gli era rimasto. Il ragazzo, sconvolto e addolorato, dovrà prendersi cura della nipotina di sette anni Amanda.